# میرغنی الزین
میرغنی الزین (انگلیسی: Mirghani Al Zain؛ زادهٔ ۱۸ اوت ۱۹۷۸) یک بازیکن فوتبال اهل قطر است.

## باشگاهی
از باشگاه‌هایی که در آن بازی کرده‌است می‌توان به الغرافه، الوکره، السیلیه، اشاره کرد.

## تیم ملی
وی همچنین در تیم‌های ملی فوتبال Qatar U-17 قطر بازی کرده است.